# Dinoptera collaris
Dinoptera collaris là một loài bọ cánh cứng thuộc phân họ Lepturinae, trong họ Cerambycidae. Loài này phân bố ở Albania, Áo, Bỉ, Bulgaria, Croatia, Cộng hòa Séc, Đan Mạch, Pháp, Đức, Hy Lạp, Hungary, Iran, Ý, Luxembourg, Hà Lan, Nauy, Ba Lan, Bồ Đào Nha, România, Nga, Serbia, Slovakia, Slovenia, Tây Ban Nha, Thụy Điển, Thụy Sĩ, Syria, Thổ Nhĩ Kỳ, và Vương quốc Anh. Thức ăn của bọ cánh cứngtrưởng thành là marron, và European pear.

## Phân loài
Có bốn phân loài:
- Dinoptera collaris var. fulvohirsuta Hayrovsky
- Dinoptera collaris var. marginicollis Tippmann
- Dinoptera collaris var. nigricollis Mulsant
- Dinoptera collaris var. slamai Podaný, 1955

## Hình ảnh

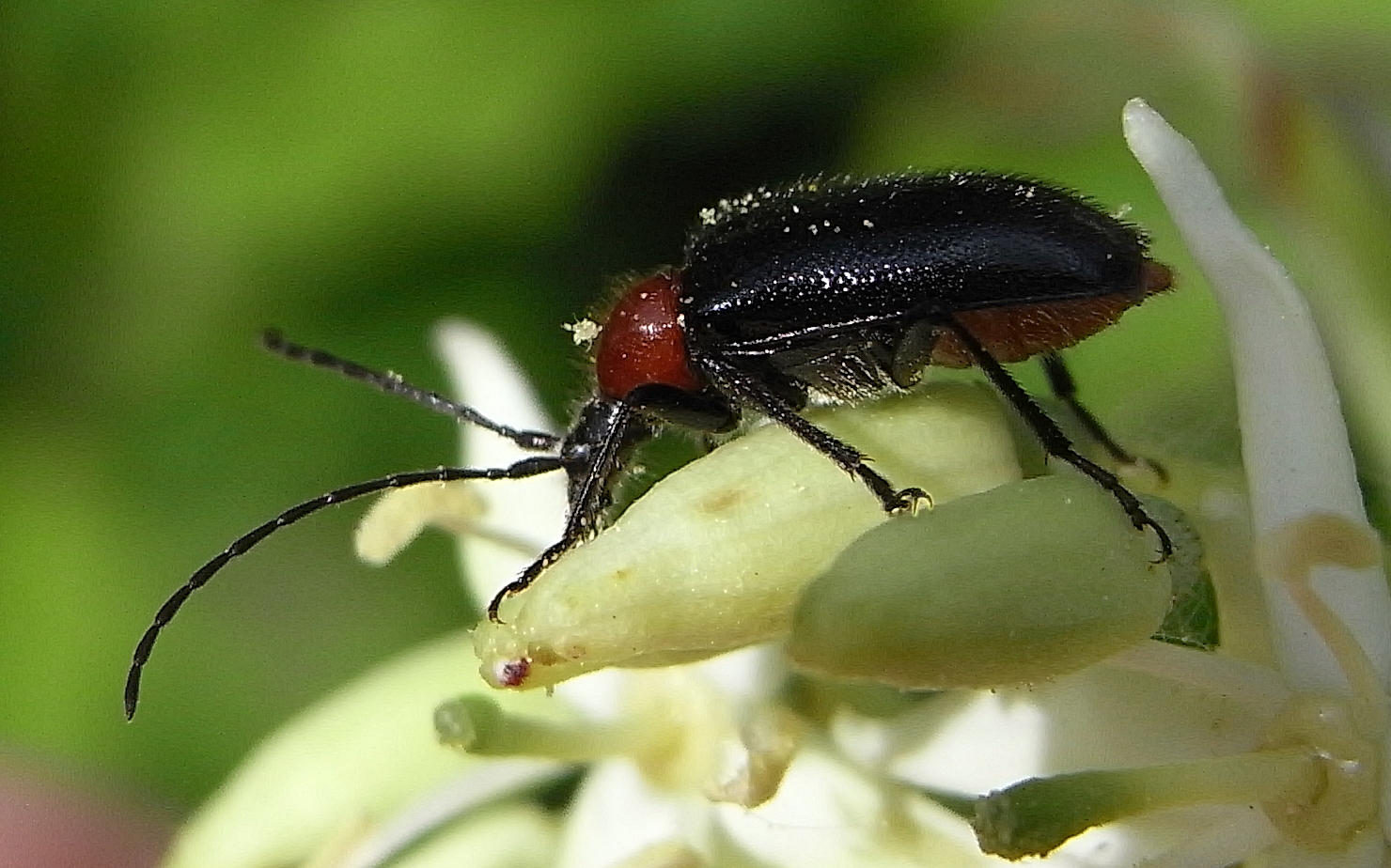
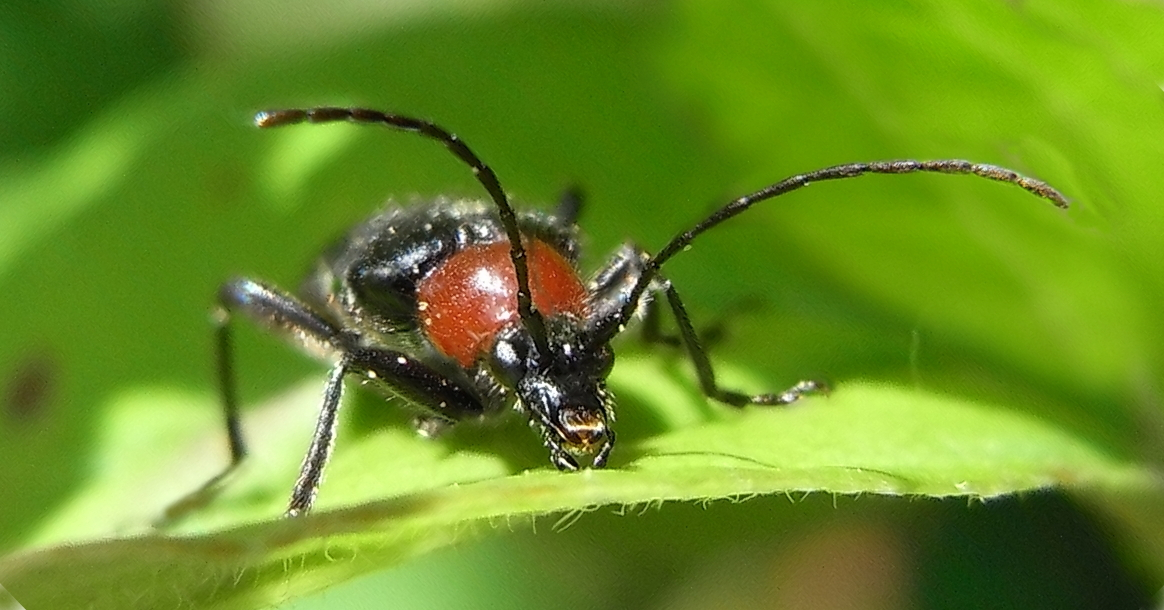
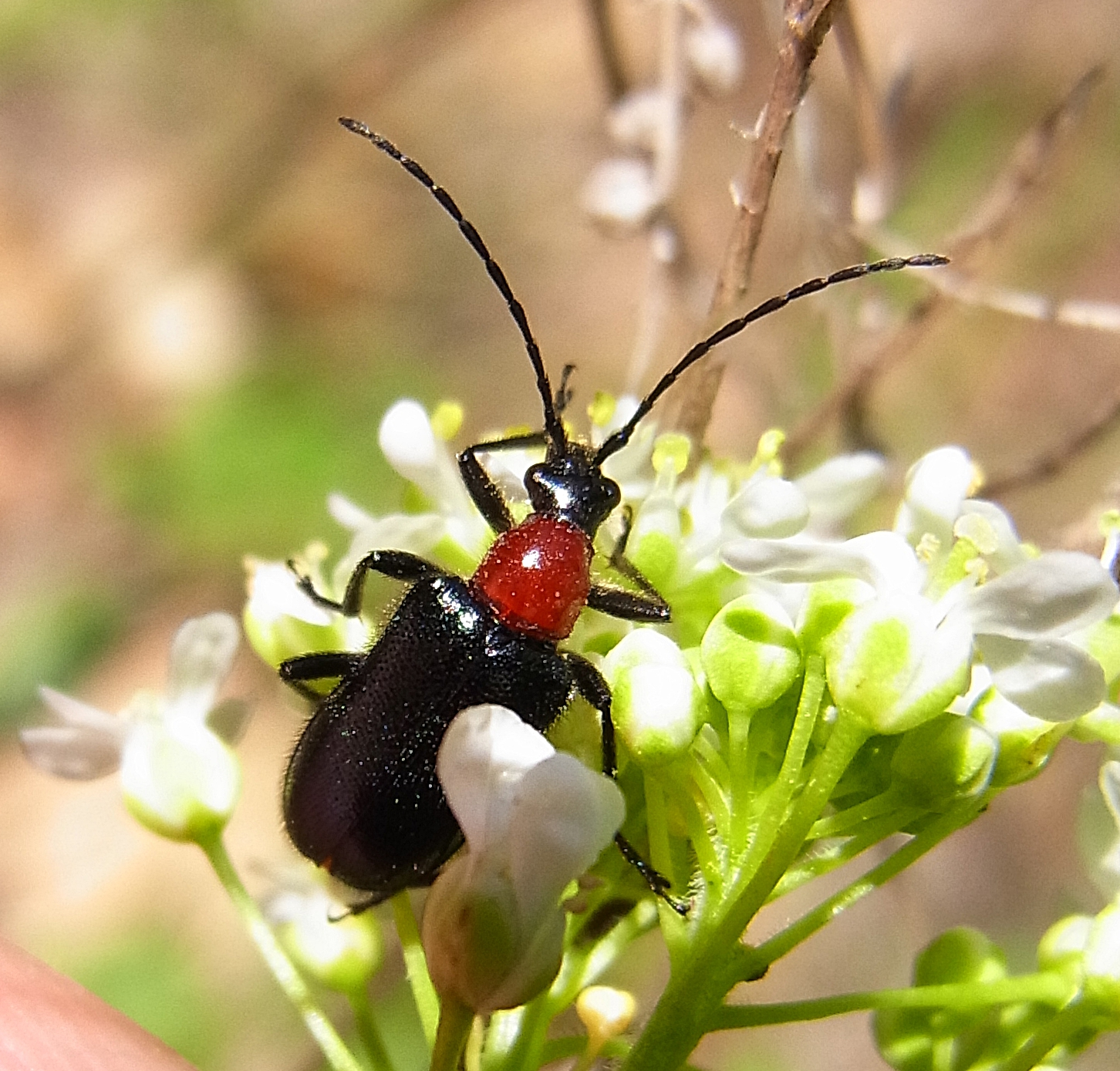
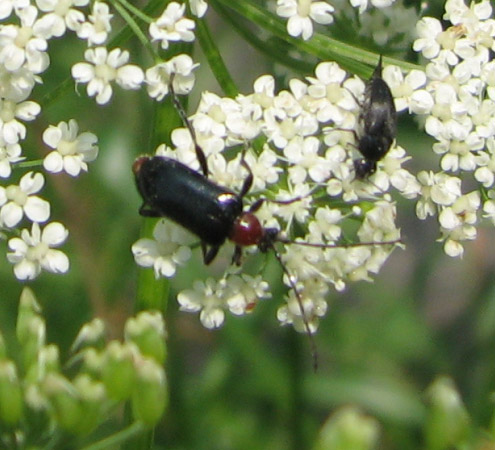